# Африканский гриф
Африка́нский гриф (лат. Gyps africanus) — вид хищных птиц из рода грифов подсемейства грифовых. Относится к семейству ястребиных. Иногда африканского грифа (вместе c бенгальским грифом) относят к отдельному роду — белоспинных грифов (Pseudogyps).
Африканский гриф обитает в саваннах в Африке южнее Сахары. Гнездится небольшими группами на деревьях. Питается падалью, в основном трупами копытных.

## Описание

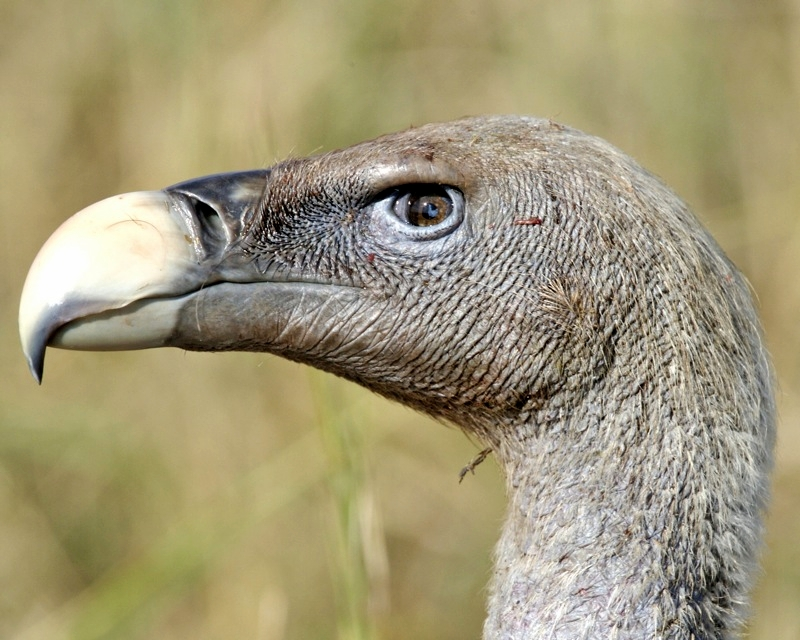
Профиль головы

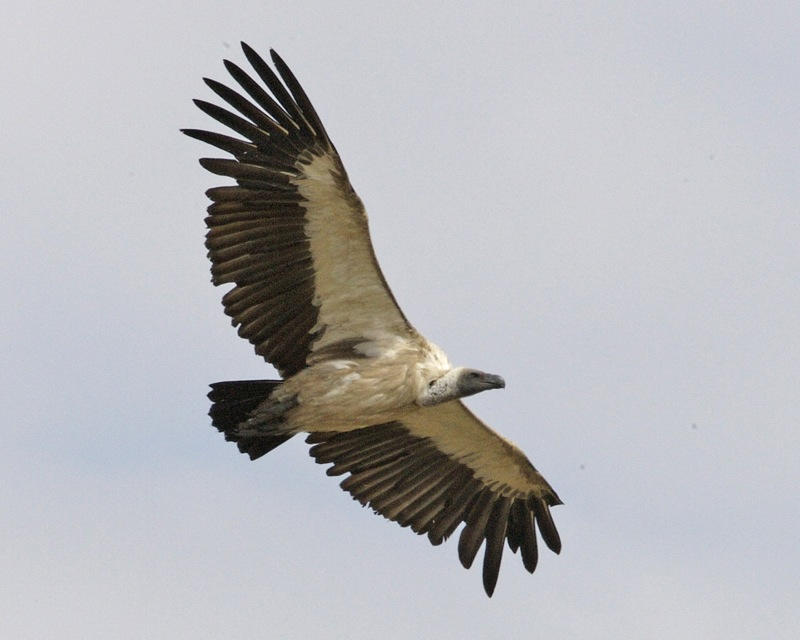
Гриф в полёте

### Внешний вид
Длина крыла составляет 55—64 см, размах крыльев доходит до 218 см. Длина хвоста — 24—27 см, цевки — 8—12 см. Средних размеров гриф, оперение коричневое и кремовое, причём взрослые птицы светлее молодых. Клюв длинный и довольно мощный. Голова и шея не оперены. Длинные крылья закрывают короткий хвост. Самцы и самки одинаковые как по окраске оперения, так и по величине. Молодые особи отличаются от взрослых в основном окраской оперения.
Хвост короткий и закруглённый. Крылья большие и широкие. Размах крыльев превышает длину туловища в 2,5 раза. Взлёт трудный, особенно если птица наелась. Взмахи медленные, обычно птица расправляет крылья и парит. Скорость прямого полёта 58—65 км/ч, пикирует вниз со скоростью до 120 км/ч.
У взрослых птиц кроющие перья крыльев окрашены в оттенок от светлого жёлто-коричневого до охристого (у старых птиц, особенно у самцов, в кремово-белый), маховые перья крыльев и хвост — черно-коричневые. Чисто белый пуховой воротник у основания шеи, белый низ спины и крестец (которые обычно закрыты сложенными крыльями). Кожа головы чёрного цвета, шея тоже, но может быть частично оперена (преимущественно у молодых птиц), минимум перьев на лицевой стороне головы. Глаза тёмно-карие. Ноги чёрные. Два маленьких лысых пятна с боков базальной шеи коричневые и обычно скрыты. У молодых птиц более коричневый воротник на шее, всё тонко исчерчено белыми полосками, включая коричневый крестец, что делает птицу рябоватой. Кожа головы зеленовато-чёрная. Шея покрыта былым пухом.
Птенцы полностью оперяются в 10—12 месяцев, а взрослая окраска оперения у них появляется на 6—7-й год. Небольшие изменения происходят на 2—3-м году жизни — пропадает пух на шее, обнажая тёмную кожу. Коричневые тона становятся светлее и рябоватость пропадает. На 4 год коричневый воротник становится белым, и появляется некоторое количество белых перьев внизу спины, которая полностью станет светлой в 6—7 лет.

### Голос
Обычно птицы молчаливы. Их голоса можно услышать, когда идёт делёжка туши, при этом доминирующие птицы шипят, а остальные — издают визги, похожие на поросячьи, или своеобразно чирикают. Вблизи гнезда африканский гриф издаёт хриплые звуки.

### Отличия от схожих видов
Африканского грифа можно спутать с тремя другими грифами: капским сипом из южной Африки, грифом Рюппеля, обитающим в западных, центрально-северный и восточных районах Африки, и белоголовым сипом, обитающем в северном Судане, Эфиопии, Мали, Мавритании и Сенегале.
Капский сип крупнее, с более массивным клювом и более длинной и широкой шеей. У взрослых птиц жёлтые глаза, более белое оперение, и в полёте заметен более светлый испод крыльев, чернее большие кроющие перья, и двухцветные перья второго порядка. Молодые птицы светлее и более рябые, с красной более короткой шеей.
Гриф Рюппеля также больше, чем африканский гриф, с массивным клювом, с более длинной и змеевидной шеей. Взрослого грифа Рюппеля невозможно спутать с африканским грифом; хотя молодые птицы на него довольно похожи, но они более светлые и рябые, с жёлто-коричневыми глазами, коричневым клювом и серыми лапами. Легче отличить грифа Рюппеля в полёте: по более тёмным маховым перьям.
Белоголовый сип ещё больше, с относительно более длинными крыльями и короткими шеей и хвостом. Глаза жёлтые. Окраска оперения светлее и более рыжая, чем у африканского грифа. Большие кроющие перья крыльев темнее. Испод крыльев такого же цвета как и брюшко, контрастируют с маховыми перьями и хвостом.

## Образ жизни

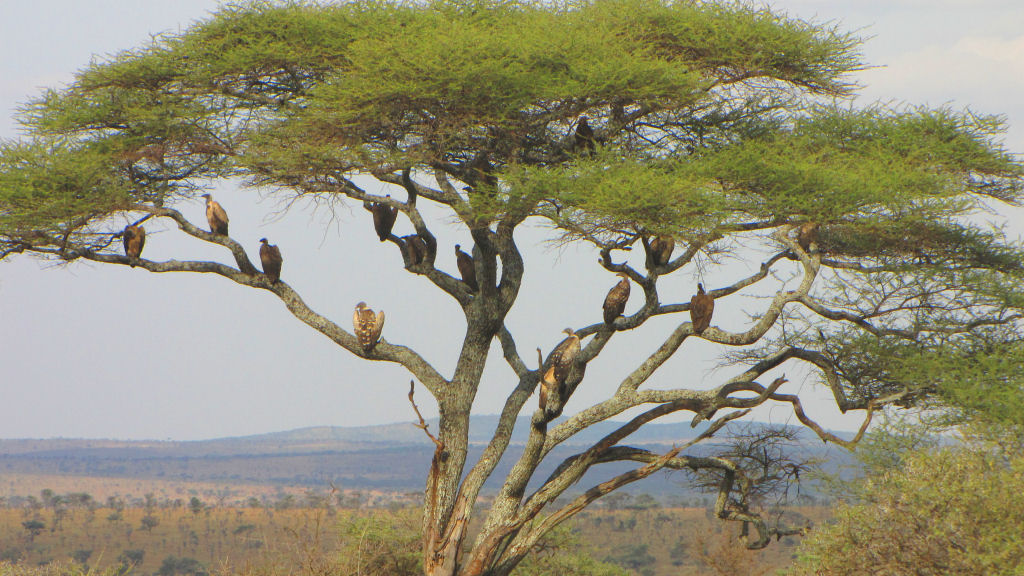
Группа птиц на дереве

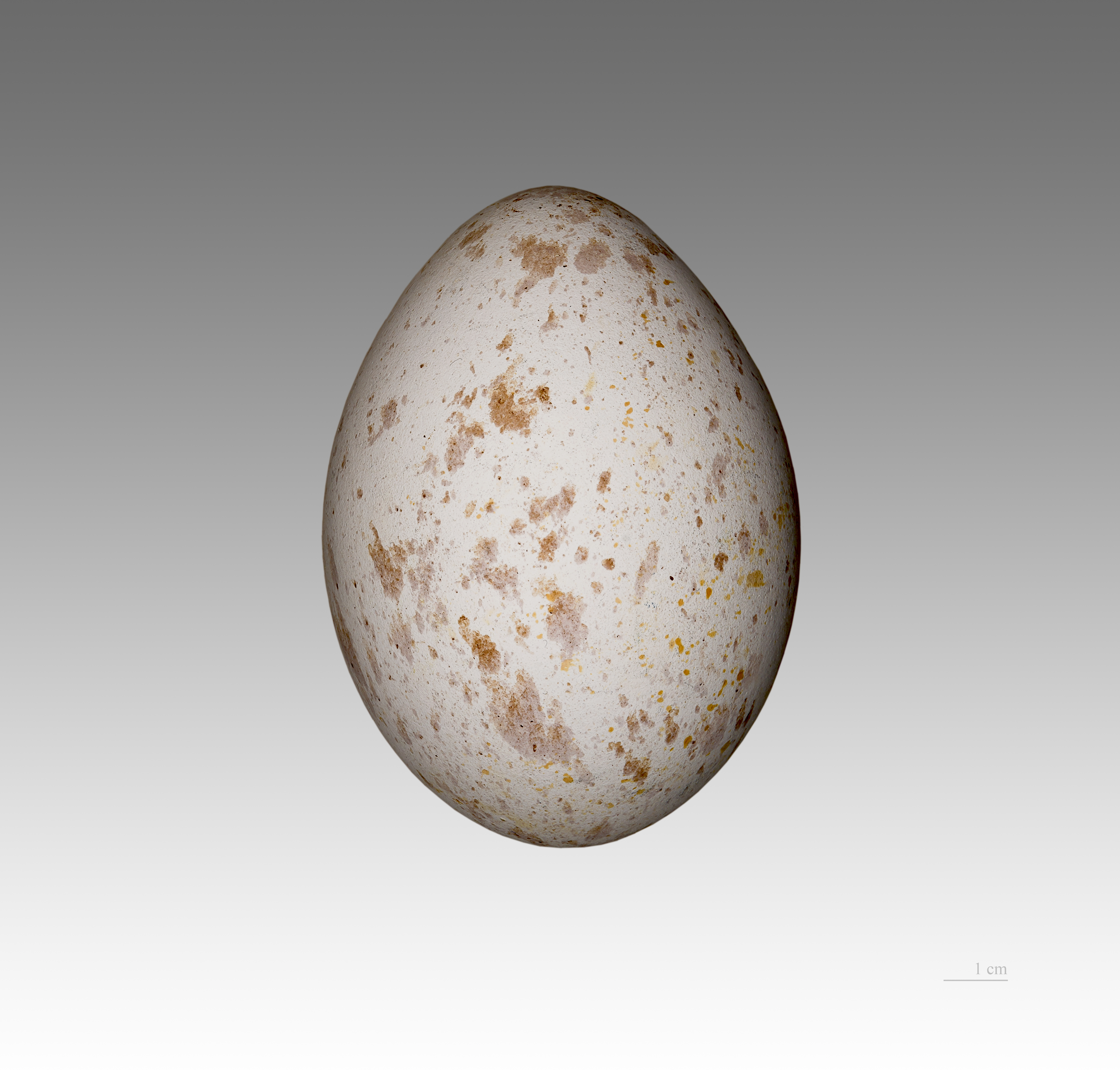
Яйцо африканского грифа

### Поведение
Обычно африканские грифы образуют небольшие группы, состоящие из 5—20 пар. Но есть как и одиноко живущие особи и особи живущие отдельными парами, так и очень многочисленные колонии. Птицы селятся на нескольких соседних деревьях. Могут строить гнёзда на одном дереве — вплоть до 5 гнёзд.
В полёте можно заметить отдельных особей, кружащих около гнездовой территории, пары или же стаи из 10—12 птиц. 
Иногда птица может лететь с вытянутой шеей или опущенными вниз лапами.

### Размножение
Период размножения длится в течение всего года, но более интенсивно в октябре — июне на территории стран Западной Африки и в Сомали и апреле (мае) — декабре (январе) на юге Восточной Африки и Южной Африки. Гнездо строится из веток и выстилается травой и зелёными листьями. В диаметре гнездо составляет 34—100 см и в глубину — 10—90 см, и располагается в кроне дерева на высоте 5—50 м. Обычно в кладке 1 яйцо, но иногда может быть и 2, и 3. Инкубационный период длится 56—58 дней. Птенец находится в гнезде 120—130 дней.

### Питание
Типичный падальщик. Питается трупами млекопитающих, в основном копытных. В поисках пищи африканский гриф поднимается на восходящих потоках на высоту 200—500 м. Всегда наблюдает за другими птицами-падальщиками, а также гиенами, которые могут привести его к цели. Поедать тушу павшего животного могут от десятка до сотни птиц. Труп антилопы импалы птицы обглодают за 10 минут. Одна особь может съесть до 1 кг мяса. Птица не способна пробить толстую кожу, но её голова и длинная шея адаптированы для того, чтобы выгладывать глубоко расположенные органы, в том числе и те, что защищены рёбрами.

## Распространение

### Ареал
Африканский гриф — широко распространённая и часто встречающаяся птица, обитающая во многих странах Африки, южнее пустыни Сахары: в Сенегале и Гамбии, южных частях Мавритании и Мали, в северных частях стран, расположенных вдоль Гвинейского залива, в Нигерии, на севере Камеруна и в ЦАР и Южном Чаде и Судане, в Эфиопии и западной части Сомали, а затем на юг через восточную Африку и Мозамбик, Малави и Замбией, Зимбабве, на северо-востоке ЮАР, Ботсване и Намибии по внутреннему, оттуда на север, в Южной Анголе.

### Места обитания
Привычные места обитания — это саванны, равнины и негустые лесистые местности. Можно также встретить в болотистой местности, кустарниковых зарослях и разреженных лесах около рек. Птиц часто можно заметить сидящими на деревьях. Африканские грифы не селятся в густых лесах. Обитают поблизости с крупными млекопитающими, стадами копытных, около ранчо с крупным рогатым скотом и около пастухов-кочевников. Птицы держатся вдали от городов и больших деревень. Преимущественно обитают на высоте до 1500 м над уровнем моря, но некоторые птицы были найдены на высоте 3000 м в Кении и 3500 м в Эфиопии.

### Миграции
Птицы ведут оседлый или кочующий образ жизни. В поисках корма взрослые птицы за сутки способны пролететь огромные территории. Перемещения на новое место происходят из-за миграции стад копытных животных, реже — при обнаружении достаточного количества па́дали или из-за начавшихся дождей. В Южной Африке три окольцованные взрослые птицы переселились на новые места, находящиеся на расстоянии 67—362 км, а восемь молодых — на 117—980 км!.

## Птица и человек

### Численность
Несмотря на то, что африканский гриф широко распространён и часто встречается на обширной территории Африки, по данным международного союза охраны природы (IUCN) он является вымирающим видом. Количество особей примерно оценивается в 270 тысяч. В Западной Африке популяция сократилась более чем на 90 %, значительно сократилась в Гане, Нигере (в национальном парке птица не появлялась с 1997), Нигерии (никаких наблюдений с 2011), Судане, Южном Судане, Сомали и Кении (в Масаи-Мара популяция уменьшилась на 52 % за последние 15 лет). Но зато численность особей остаётся стабильной в Эфиопии, Танзании и по всей Южной Африке, где количество птиц оценивается 40 тысячами особей. Несмотря на то что на данный момент африканскому грифу не грозит вымирание, есть риски что численность этих птиц может сократиться стремительно.
Одной из причин снижения количества особей является антропогенный фактор — территории саванн постоянно уменьшаются из-за роста городов и деревень, а вместе с ними уменьшается и число копытных животных, являющихся основным источником пищи для грифов. Африканские грифы погибали и вследствие поражения электрическим током линий передач.  Также часто фиксируются случаи гибели африканских грифов в результате отравления, что происходит из-за использования человеком токсичных пестицидов (в том числе и карбофурана), а также из-за применения в ветеринарных целях диклофенака — препарата не опасного для крупного рогатого скота, но смертельного для грифов. На африканских грифов охотятся, так как они используются в таких практиках как вуду. Были также зафиксированы случаи продажи птиц за границу контрабандистами.

### Охранные меры
Ведутся постоянные наблюдения за численностью африканских грифов. Данный вид охраняется на определённых территориях. Повышается осведомлённость людей об опасности использования ядов для борьбы с вредителями. Запрещается использование в ветеринарии токсичных препаратов и диклофенака. Проводятся различные мероприятия по просвещению населения, чтобы снизить риски гибели птиц из-за отравления или охоты на них.

## Изображения

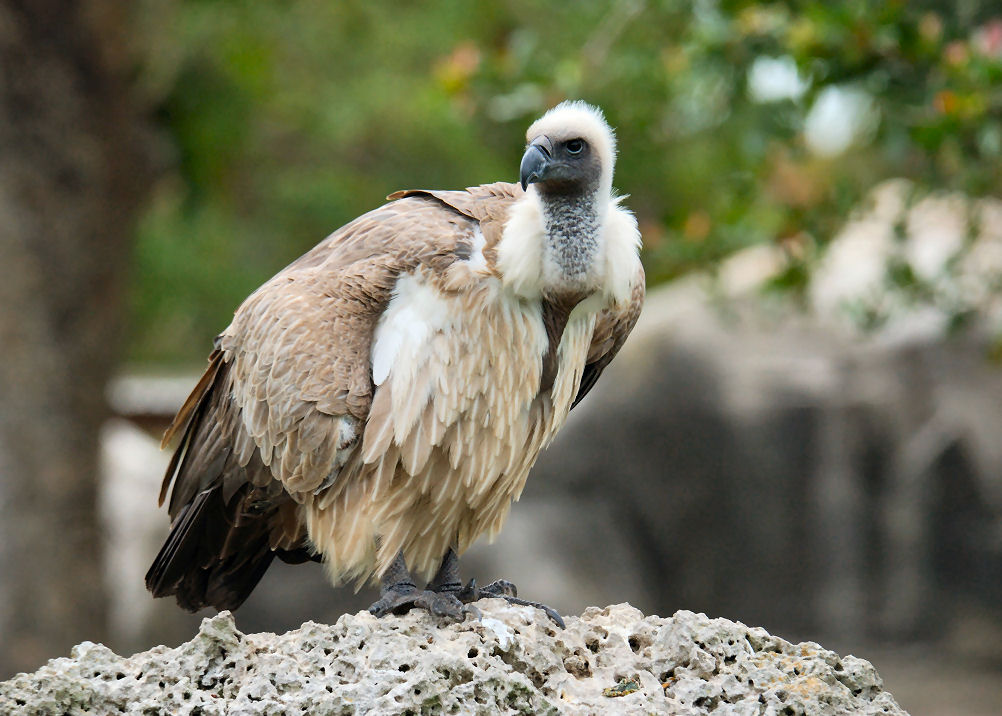
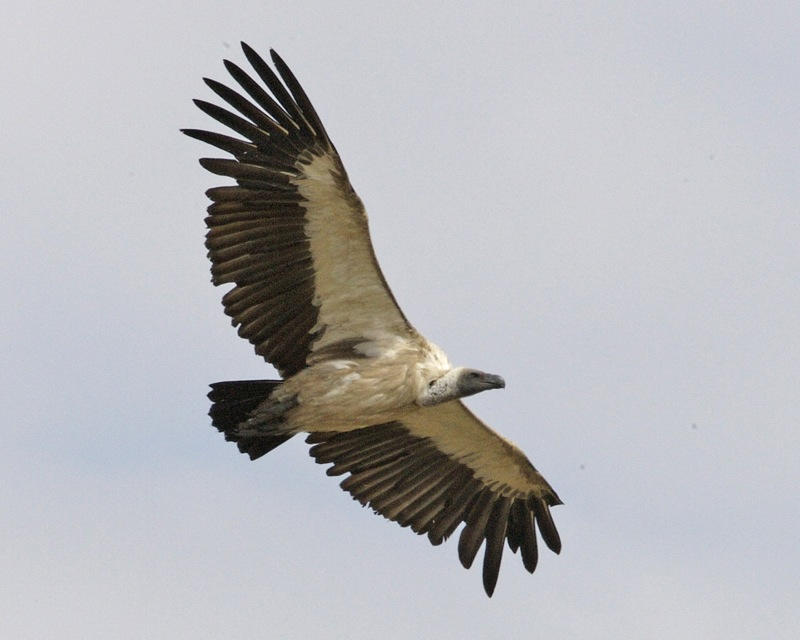
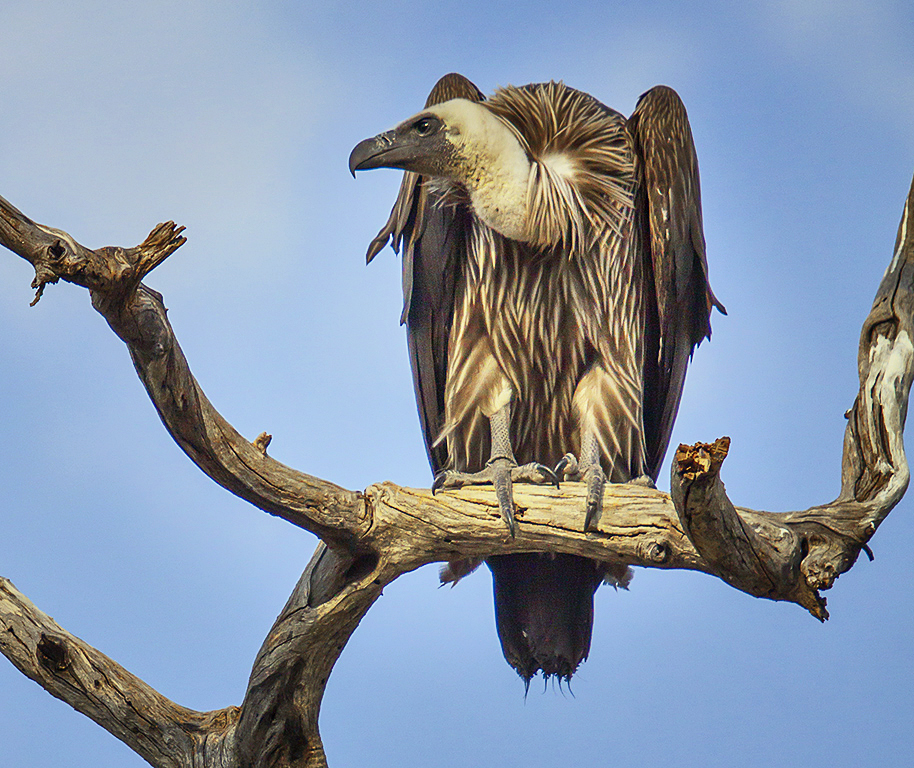